# Visible Pascal

Visible Pascal в режиме пошагового прохода

Visible Pascal — интерпретатор языка программирования Pascal, выпущенный в 1984 году. Распространялся по модели добровольных пожертвований от пользователей автору (Donationware). Работал на IBM-совместимых компьютерах, существовала также версия для компьютеров Apple II, которая продавалась компанией Gentleware.

## Позиционирование

Редактор Visible Pascal

Предполагалось, что данный интерпретатор будет использоваться в основном при первичном обучении программированию. Для этого в его состав входил визуальный редактор исходных текстов программ, запуск программ на исполнение был упрощён по сравнению со схожими продуктами, в состав интерпретатора были включены средства трассировки, позволяющие исполнять программу пошагово, следя за выполнением отдельных команд языка.

## Системные требования

Графические возможности Visible Pascal

Версия для IBM PC работала на IBM-совместимых компьютерах с 128 и более килобайт оперативной памяти под управлением DOS 2.0 и выше.
В комплект поставки входил набор демонстрационных программ, показывающих как базовые конструкции языка, так и его звуковые и графические возможности.

## Пример программы
```
PROGRAM
 
FIRST_1
;
            
{a simple program to ask for your name}

VAR
                         
{we'll use a string VARiable for your name}

    
YOUR_NAME
 
:
 
STRING
;

BEGIN

    
WRITELN
(
'This is my first program.'
)
;

    
REPEAT

        
WRITE
(
'Please type your name, then <CR>: '
)
;

        
READLN
(
YOUR_NAME
)
;

    
UNTIL
 
LENGTH
(
YOUR_NAME
)
  
>
  
0
;

    
IF
 
LENGTH
(
YOUR_NAME
)
  
<
  
10

        
THEN
 
WRITELN
(
'What a short name!'
)

        
ELSE
 
WRITELN
(
'What a long name!'
)
;

    
WRITELN
(
'Hi, '
,
 
YOUR_NAME
)
;

    
WRITELN
(
'The end of my program.'
)
;

END
.
                        
{use 'S' to switch screens here!}

```